# Am Eichberg 13/15 (Plau am See)

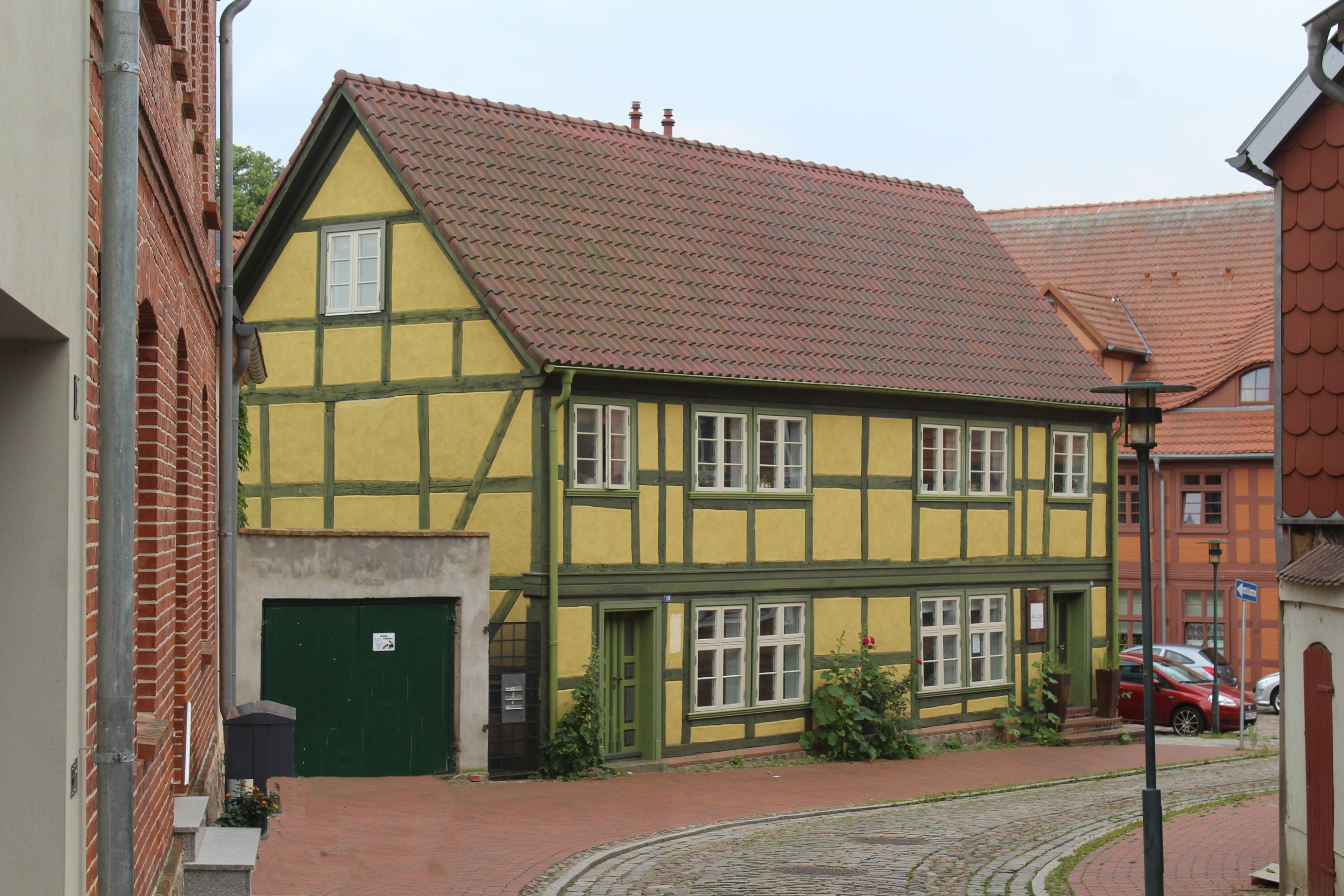
Am Eichberg 13/15

Das Wohnhaus Am Eichberg 13/15 in Plau am See (Mecklenburg-Vorpommern), Ecke Mühlenstraße, wurde vermutlich im 18. Jahrhundert gebaut. Das Gebäude steht unter Denkmalschutz.

## Geschichte
Plau am See ist im 13. Jahrhundert entstanden und wurde 1235 erstmals als Stadt erwähnt. Beim Stadtbrand von 1756 brannten viele Fachwerkhäuser ab.
Das zweigeschossige Fachwerkgebäude mit verputzten Ausfachungen und dem Satteldach wurde nach dem Stadtbrand gebaut.
Das Giebelgebäude wurde um 1992/95 im Rahmen der Städtebauförderung saniert.